# آنتونی استار
آنتونی استار (انگلیسی: Antony Starr؛ زادهٔ ۲۵ اکتبر ۱۹۷۵) بازیگر نیوزیلندی است. او غالباً در تلویزیون مشغول به فعالیت است. از نقش‌هایش می‌توان به هوم‌لندر در مجموعهٔ تلویزیونی ابرقهرمانی پسران (از ۲۰۱۹) و مجموعهٔ بانشی (۲۰۱۳–۲۰۱۶) اشاره کرد. استار برای نقش‌آفرینی در فیلم استرالیایی کاش اینجا بودی برندهٔ جایزهٔ اکتا در رشتهٔ بهترین بازیگر نقش مکمل مرد شد.

## فیلم شناسی
در دنیای پدر من
بدون پارو
سریعترین سرخپوست دنیا
No. 2
After the waterfall
کاش اینجا بودی (فیلم ۲۰۱۲)
American Sausage Standoff
پیمان گای ریچی
تار عنکبوت (فیلم آمریکایی ۲۰۲۳)

## سریال
زینا: شاهدخت جنگجو
Shortland Street
Street Legal
Mercy Peak
Terror Peak
Hard Out
Skin & Bone
Serial Killers
Not Only But Always
Outrageous Fortune
The Jaquie Brown Diaries
Spies and Lies
Rush
Bliss
حرفه دشوار (مجموعه تلویزیونی)
Lowdown
بانشی
Banshee Origins
American Gothic
پسران (مجموعه تلویزیونی)
Aunty Donna's Big Ol' House of Fun
The Boys Presents: Diabolical
نسل وی

## بازی های ویدیویی
ندای وظیفه: جنگاوری نوین ۲ (بازی ویدئویی ۲۰۲۲)
مورتال کامبت ۱

## زندگی شخصی
استار پیش‌تر با بازیگر نیوزیلندی اما لاهانا ازدواج کرده بود. او در سال ۲۰۱۶ در دادگاه عالی شهرستان لس آنجلس درخواست طلاق داد.
در ۴ مارس ۲۰۲۲ گزارش شد که استار پس از تعرض به یک مرد آشپز ۲۱ ساله در یک میخانه محلی، در آلیکانته، اسپانیا دستگیر شده است. او به ۱۲ ماه حبس تعلیقی محکوم شد و برای جلوگیری از زندانی شدن ۵٬۵۳۰ دلار غرامت پرداخت کرد.